# 石坂弘
石坂 弘（いしざか ひろし、1902年1月8日 - 1979年12月15日）は、日本の農林官僚。

## 来歴・人物
熊本県出身。1924年に高文行政科に合格し、1925年に東京帝国大学法学部政治学科を卒業。朝日新聞社での勤務を経て、1927年に農林省に入省。1961年8月に日本中央競馬会副理事長に就任し、1962年6月から1967年2月までに理事長を務め、1967年2月から顧問を務めた。
1979年12月15日呼吸不全のために死去。77歳没。